# Сарбанд (Марказі)
Сарбанд (перс. سربند) — село в Ірані, у дегестані Куг-Панаг, в Центральному бахші, шагрестані Тафреш остану Марказі. За даними перепису 2006 року, його населення становило 155 осіб, що проживали у складі 55 сімей.

## Клімат
Середня річна температура становить 11,01°C, середня максимальна – 30,78°C, а середня мінімальна – -11,22°C. Середня річна кількість опадів – 238 мм.
| Клімат поселення                              | Клімат поселення | Клімат поселення | Клімат поселення | Клімат поселення | Клімат поселення | Клімат поселення | Клімат поселення | Клімат поселення | Клімат поселення | Клімат поселення | Клімат поселення | Клімат поселення | Клімат поселення |
| Показник                                      | Січ.             | Лют.             | Бер.             | Квіт.            | Трав.            | Черв.            | Лип.             | Серп.            | Вер.             | Жовт.            | Лист.            | Груд.            |                  |
| Середній максимум, °C                         | 6,30             | 7,38             | 12,11            | 18,16            | 23,15            | 29,40            | 30,78            | 29,96            | 25,67            | 19,37            | 12,35            | 7,12             |                  |
| Середня температура, °C                       | −2,46            | −1,36            | 3,34             | 9,40             | 14,38            | 20,65            | 24,58            | 23,79            | 19,48            | 13,18            | 6,16             | 0,94             |                  |
| Середній мінімум, °C                          | −11,22           | −10,12           | −5,41            | 0,65             | 5,63             | 11,89            | 18,40            | 17,60            | 13,29            | 6,99             | −0,05            | −5,26            |                  |
| Норма опадів, мм                              | 32               | 33               | 45               | 34               | 30               | 4                | 1                | 1                | 0                | 8                | 20               | 30               |                  |
| Середньомісячна швидкість вітру, м/с          | 1.13             | 1.84             | 2.58             | 2.67             | 2.48             | 2.28             | 2.30             | 2.20             | 2.14             | 1.88             | 1.86             | 1.21             |                  |
| Середньомісячна сонячна радіація, кДж/м²·день | 9313             | 12356            | 14919            | 18353            | 22263            | 26783            | 26080            | 24003            | 20854            | 15503            | 11008            | 9058             |                  |
| --------------------------------------------- | ---------------- | ---------------- | ---------------- | ---------------- | ---------------- | ---------------- | ---------------- | ---------------- | ---------------- | ---------------- | ---------------- | ---------------- | ---------------- |
| Джерело:                                      |                  |                  |                  |                  |                  |                  |                  |                  |                  |                  |                  |                  |                  |